# Przytoczno (województwo lubelskie)
Przytoczno – wieś w Polsce położona w województwie lubelskim, w powiecie lubartowskim, w gminie Jeziorzany. Leży przy drodze krajowej nr .
W latach 1975–1998 miejscowość administracyjnie należała do ówczesnego województwa lubelskiego.
Wieś stanowi sołectwo gminy Jeziorzany. Według Narodowego Spisu Powszechnego (III 2011 r.) wieś liczyła 1021 mieszkańców.
Wierni Kościoła rzymskokatolickiego należą do parafii Trójcy Świętej w Jeziorzanach. We wsi znajduje się kaplica, a w jej pobliżu cmentarz parafialny.

## Części wsi
| SIMC    | Nazwa    | Rodzaj    |
| ------- | -------- | --------- |
| 0381864 | Marianka | część wsi |

## Historia
Początek wsi sięga wieku XV w. wtedy to Mikołaj z Ostrowa, wojewoda sandomierski, na obszarze wsi na części zwanej Łysobyki, zakłada w 1498 r. miasto Przytoczno.
Rejestry (regestry) poborowe z XVI w. podają przy nazwie Przytoczno „seu Lissobiki”.
Według rejestru poborowego powiatu radomskiego z r. 1508 część Przytoczna, Krampa, Lagustów, wówczas własność Kacpra Jarczowskiego, płaciły 2 grzywny groszy 6. Część Przytoczna zwana Charłów (Charlow), własność Schyrka i Zofii Stanowy, płaciły 1 grzywnę i groszy 12. W 1569 r. pisano Przytoczno, w parafii Przethoczno alias Lissobiki, miało wówczas Przytoczno 14 łanów, 9 zagrodników, 10 komorników (Pawiński, Kod. Małop, s. 332 i 477).
W 1648 Przytoczno, Łysobyki, Charlew, Krempa, Krzówka, Lendo, Czarno, Budziska, Sobieszyn i Wola Sobieska należą do Zbąskich (Ak. stęż., 18-36). Według rejestru podymnego z 1661 r. było domów włośc. 33, z nich podymnego 16 florenów 15 gr. W rejestru poborowego 1664 r. folwark Przytoczno, należący do księdza Jana Zbąskiego, służby plebańskiej 9, poddanych 145. Praedium trans flumen Wieprz dictam Konty (co tłumaczy się: Nieruchomości po drugiej stronie rzeki Wieprz o nazwie Konty) osób 2, służby folwarcznej 3, we młynie było osób 8 (Akta grodzkie stężyckie, 22-202).
W 1671 r. Przytoczno i Charłów należą do Stanisława Zbąskiego, kanonika gnieźnieńskiego, warszawskiego i łowickiego, sekretarza Jego Królewskiej Mości Jana III Sobieskiego(Akta grodzkie stężyckie 24-8).
Lokacja ta nie była udana skoro w rejestrach poborowych wieku XVI i XVII w opisie Przytoczna występuje wieś.
W wieku XIX opisano Przytoczno jako – wieś nad rzeką Wieprzem, w powiecie łukowskim, gminie Serokomla, parafii Łysobyki, odległą 35 wiorst od Łukowa, leżącą tuż pod osadą Łysobyki, która wchodziła w skład dóbr Przytoczno.
- 1827 r. spis wykazał 69 domów, 455 mieszkańców.
- 1886 r. wieś miała 59 domów, 507 mieszkańców, był młyn wodny, eksploatowano pokłady torfu.

## Dobra Przytoczno w XIX wieku
Dobra Przytoczno składały się w 1886 r. z folwarków Przytoczno i Wojciechów, rozległość dominalna mórg 2050 w tym folwark Przytoczno gruntów ornych i ogrodów mórg 235, łąk mórg 287, pastwisk mórg 242, wody mórg 19, nieużytków mórg 17, razem mórg 800; budynków murowanych 3, z drzewa 23.
Folwark Wojciechów gruntów ornych i ogrodów mórg 400, pastwisk mórg 27, lasu mórg 799, nieużytków mórg 24, razem mórg 1250; budynków murowanych 2, z drzewa 7.
W skład dóbr wchodziły poprzednio: osada Łysobyki osad 253, z gruntem mórg 1680, wieś Przytoczno osad 67, z gruntem mórg 710, wieś Walentynów osad 20, z gruntem mórg 282